# NGC 2223
NGC 2223 je galaksija u zviježđu Velikom psu.

## Vanjske poveznice
- SEDS: NGC 2223